# Nell'anno 2014
Nell'anno 2014 (In the Year 2014) è un cortometraggio del 1914 diretto da Allen Curtis e interpretato da Louise Fazenda. Prodotto e distribuito dall'Universal Film Manufacturing Company, il film uscì in sala il 31 gennaio 1914.